# Hyalopsyche disjuncta
Hyalopsyche disjuncta är en nattsländeart som beskrevs av Arturs Neboiss 1980. Hyalopsyche disjuncta ingår i släktet Hyalopsyche och familjen Dipseudopsidae. Inga underarter finns listade i Catalogue of Life.